# Lutry (Kolno)
Lutry (deutsch Lautern) ist ein Ort in der polnischen Woiwodschaft Ermland-Masuren. Er gehört zur Gmina Kolno (Landgemeinde Groß Köllen) im Powiat Olsztyński (Kreis Allenstein).

## Geographische Lage
Lutry liegt am Nordufer des Jezioro Luterskie (deutsch Großer/Kleiner Lauternsee) in der nördlichen Mitte der Woiwodschaft Ermland-Masuren, 18 Kilometer westlich der früheren Kreisstadt Rößel (polnisch Reszel) bzw. 37 Kilometer nordöstlich der heutigen Kreismetropole und Woiwodschaftshauptstadt Olsztyn (deutsch Allenstein).

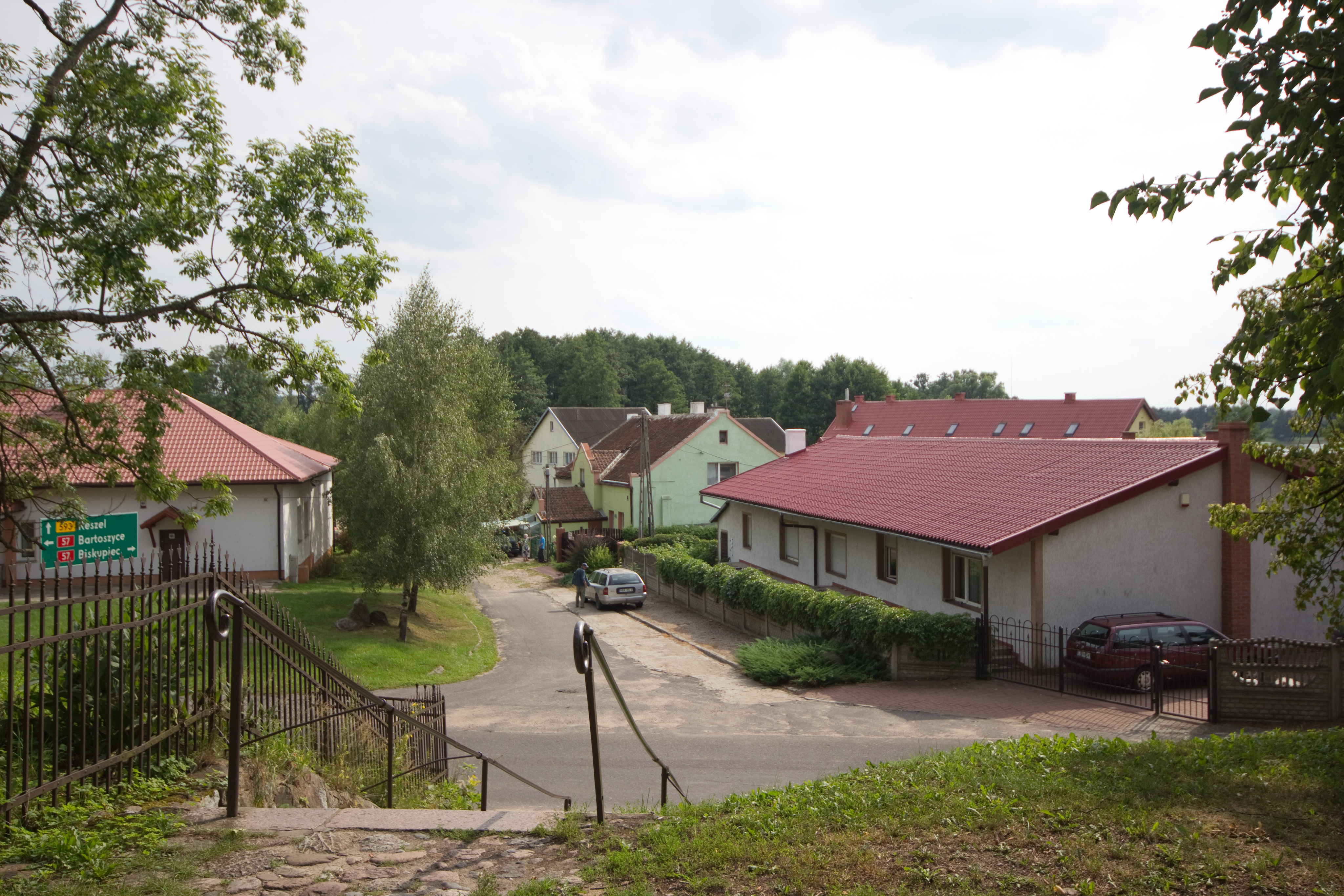
Dorfansicht

|  |

## Geschichte

### Ortsgeschichte
Zwischen 1333 und 1342 verlieh der ermländische Bischofsvogt Heinrich von Luter dem Ort die Handfeste, und am 3. Juni 1346 gründete er den Dorfkrug. Bischof Heinrich III. Sorbom erneuerte am 15. April 1375 die Handfeste.
Im Jahre 1785 wurde Lautern als königliches Dorf mit Kirche und 57 Feuerstellen erwähnt, 1820 als köllmisches Bauerndorf mit 65 Feuerstellen bei 393 Einwohnern.
Als Lautern am 9. Juli 1874 Amtsdorf wurde und damit namensgebend für einen Amtsbezirk im Kreis Rößel im ostpreußischen Regierungsbezirk Königsberg (ab 1905: Regierungsbezirk Allenstein), wurden acht Dörfer eingegliedert. Der Amtsbezirk bestand bis 1945.
803 Einwohner waren im Jahre 1885 in Lautern registriert, im Jahre 1910 waren es 809. Ihre Zahl sank bis 1933 auf 784 und war 1939 gleichbleibend.
In Kriegsfolge kam 1945 das gesamte südliche Ostpreußen zu Polen. In diesem Zusammenhang erhielt Lautern die polnische Namensform „Lutry“ und ist heute eine Ortschaft innerhalb der Landgemeinde Kolno (Groß Köllen) im Powiat Olsztyński (Kreis Allenstein), zwischen 1975 und 1998 der Woiwodschaft Olsztyn, seither der Woiwodschaft Ermland-Masuren zugehörig. Im Jahre 2021 zählte Lutry 418 Einwohner.

### Amtsbezirk Lautern (1874–1945)
Bei seiner Errichtung gehörten acht Dörfer zum Amtsbezirk Lautern. Aufgrund einer Gemeindereform waren es am Ende nur noch sieben:
| Deutscher Name | Polnischer Name | Anmerkungen                       |
| -------------- | --------------- | --------------------------------- |
| Görkendorf     | Górkowo         | 1928 in „Teistimmen“ umbenannt    |
| Kekitten       | Kikity          |                                   |
| Krausenstein   | Kukliki         |                                   |
| Lautern        | Lutry           |                                   |
| Porwangen      | Pierwągi        |                                   |
| Teistimmen     | Tejstymy        | 1928 nach Görkendorf eingemeindet |
| Voigtsdorf     | Wójtowo         |                                   |
| Wangst         | Wągsty          |                                   |

Im Januar 1945 bildeten noch die Gemeinden Kekitten, Krausenstein, Lautern, Porwangen, Teistimmen, Voigtsdorf und Wangst den Amtsbezirk Lautern.

## Kirche

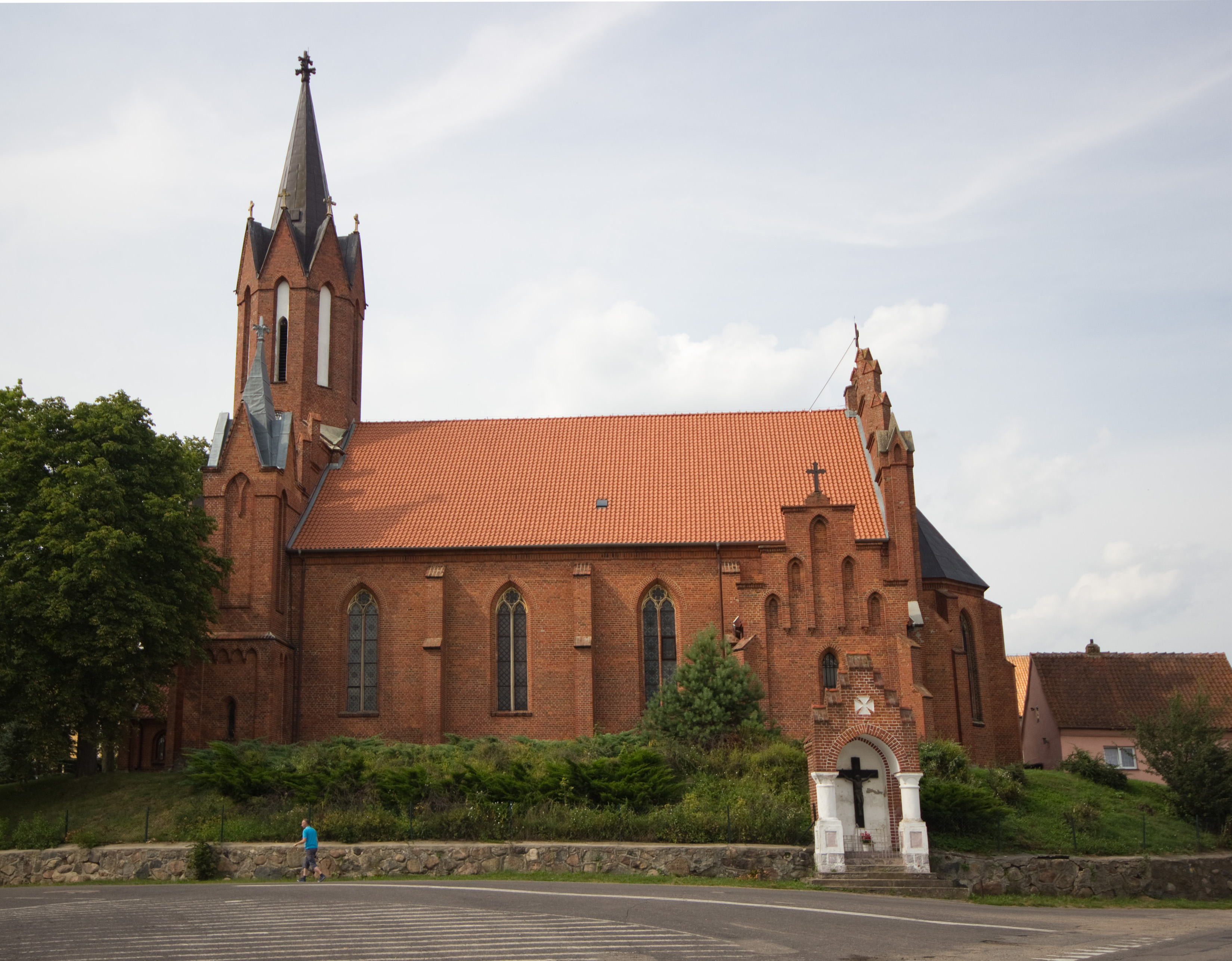
Dorfkirche Lutry

### Römisch-katholisch
Lautern war ein altes Kirchdorf. Das heutige (dritte) Gotteshaus entstand in den Jahren 1860 bis 1863. Der römisch-katholische Bischof Andreas Thiel weihte das im neugotischen Stil errichtete Gebäude. Die Pfarrei Lutry, der die drei Filialkapellen in Kikity (Kekitten), Pierwągi (Porwangen) und Wągsty (Wangst) zugeordnet sind, gehört zum Dekanat Jeziorany (Seeburg) im Erzbistum Ermland.

### Evangelisch
Lautern hatte keine eigene evangelische Kirche, sondern gehörte bis 1945 zum Kirchspiel der Kirche Bischofstein (polnisch Bisztynek) in der Kirchenprovinz Ostpreußen der Kirche der Altpreußischen Union. Heute orientieren sich die evangelischen Einwohner Lutrys zur Kirche in Biskupiec (Bischofsburg), einer Filialkirche der Pfarrei Sorkwity (Sorquitten) in der Diözese Masuren der Evangelisch-Augsburgischen Kirche in Polen.

## Verkehr

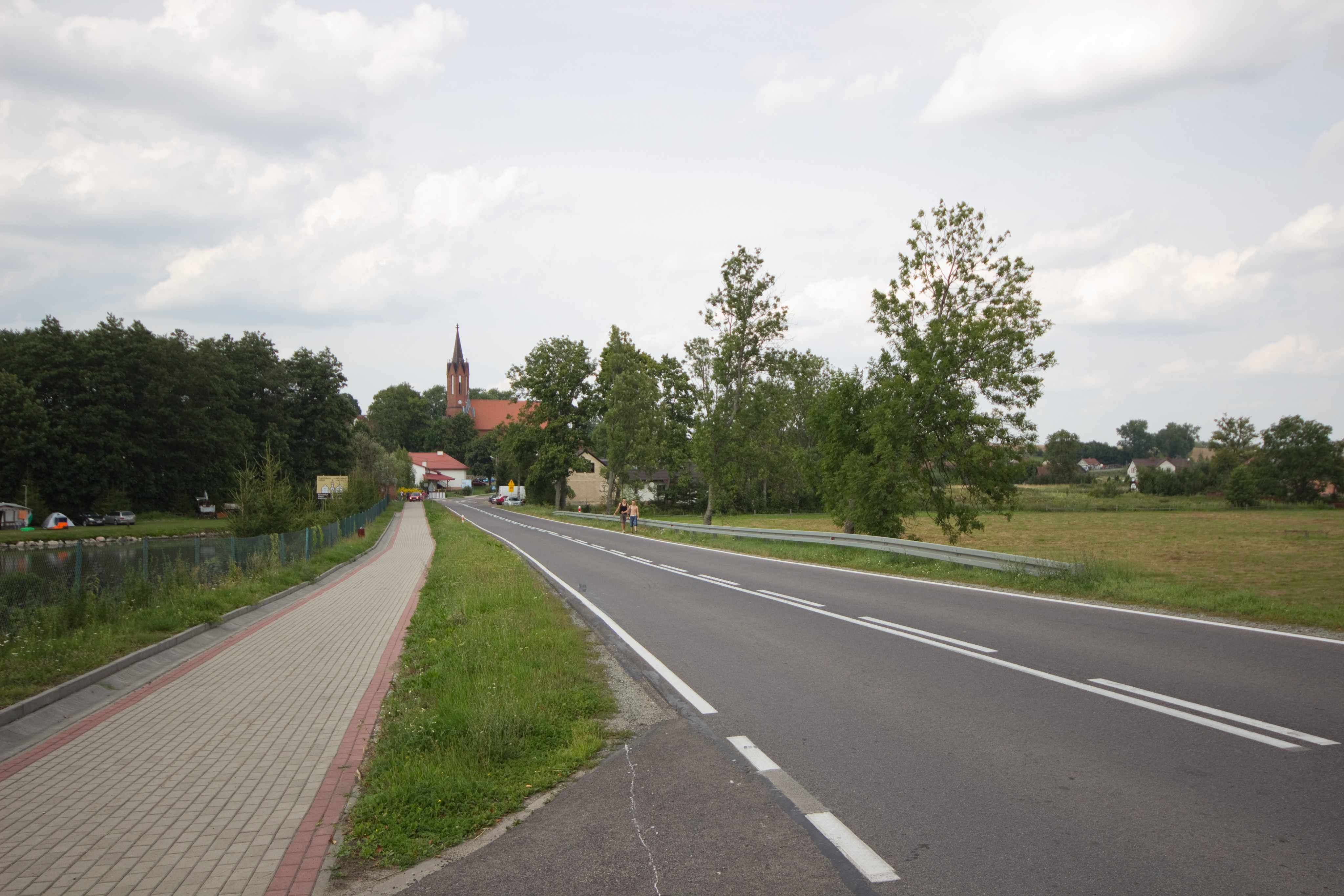
Ortsdurchfahrt Lutry der Landesstraße DK 57

### Straßen
Lutry liegt an der polnischen Landesstraße 57 (ehemalige deutsche Reichsstraße 128), die von Bartoszyce (Bartenstein) aus die Woiwodschaft Ermland-Masuren in Nord-Süd-Richtung durchzieht und bis in die Woiwodschaft Masowien führt. In Lutry wird diese Hauptverkehrsstraße von der Woiwodschaftsstraße 593 gekreuzt, die in West-West-Richtung von Miłakowo (Liebstadt) bis nach Reszel (Rößel) verläuft. Durch eine Nebenstraße ist Lutry außerdem mit der westlichen Nachbarregion verbunden.

### Schiene
Lutry hat keine direkte Bahnanbindung. Die nächste Bahnstation ist Kolno (Groß Köllen), die an der PKP-Bahnlinie 353 Posen–Toruń–Korsze (–Tschernjachowsk) liegt.

## Persönlichkeiten

### Aus dem Ort gebürtig
- Hans Both (* 16. April 1935 in Lautern; † 3. August 2023 in Calbe (Saale)), deutscher Ingenieur und volkstümlicher Künstler (Maler, Grafiker und Kunsthandwerker)

### Mit dem Ort verbunden
- Ferdinand Podlech (1878–1946), deutscher römisch-katholischer Geistlicher und Märtyrer, amtierte ab 1904 an der Lauterner Kirche